# Pagurus mertensii
Pagurus mertensii är en kräftdjursart som beskrevs av Brandt 1851. Pagurus mertensii ingår i släktet Pagurus och familjen eremitkräftor. Inga underarter finns listade i Catalogue of Life.